# Thomas Kölpin
Thomas Kölpin (* 8. November 1968 in Hamburg) ist ein deutscher Biologe. Er war seit 2009 Direktor des Thüringer Zooparks Erfurt. Seit 1. Januar 2014 ist er Direktor der Stuttgarter Wilhelma.

## Werdegang
Kölpin wuchs in Norderstedt auf und studierte zunächst von 1990 bis 1991 Psychologie in Gießen und Hamburg. Von 1992 bis 1998 absolvierte er ein Studium der Biologie in Hamburg. In Bonn promovierte er 2005 und sammelte anschließend bis 2007 Erfahrungen als wissenschaftlicher Assistent im Hamburger Tierpark Hagenbeck. Dort wurde er im Februar 2007 Leiter des terrestrischen Teils des Tropen-Aquariums und Kurator für Reptilien und Amphibien.
Im April 2009 wurde Kölpin zum neuen Direktor des Thüringer Zooparks Erfurt ernannt und verwirklichte dort unter anderem eine neue Elefantenanlage.  Zum 1. Januar 2014 übernahm Kölpin die Leitung der Wilhelma in Stuttgart.
Seit 2001 ist er Sachkundeprüfer für Terraristik und gefährliche Tiere der Deutschen Gesellschaft für Herpetologie und Terrarienkunde. Kölpin hat mit seiner Frau drei Töchter und hält privat Pythonschlangen.

## Werke
- Experimentelle Untersuchung zum Sozialverhalten von Lampropeltis mexicana. NTV Natur und Tier, Münster 2012, ISBN 978-3-86659-201-8 (Dissertation zur Erlangung des Doktorgrades, Bonn 2005).
- Python regius. Der Königspython. NTV Natur und Tier, Münster 2002, ISBN 3-931587-67-3.